# 세계 우유의 날

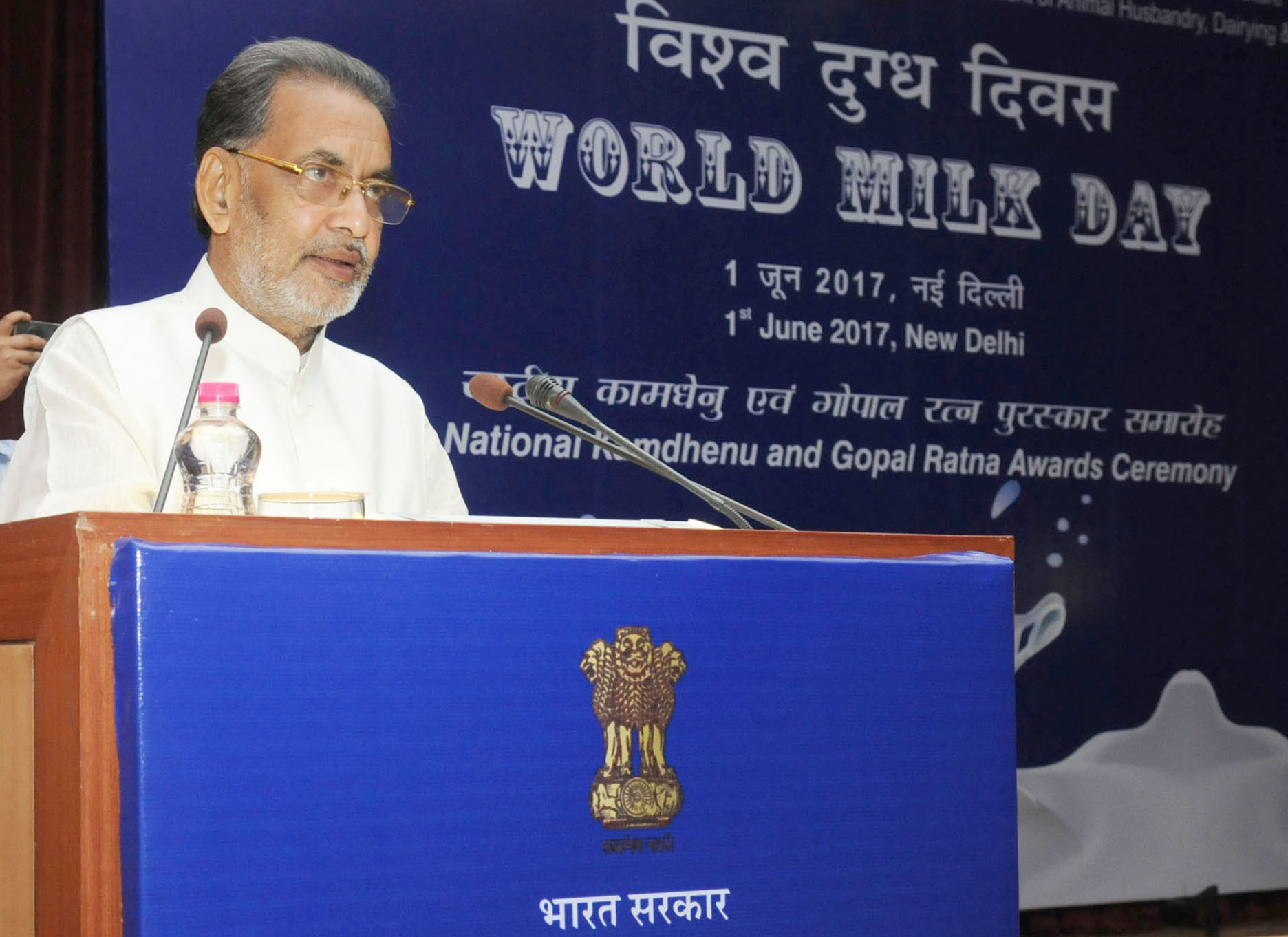
2017년 6월 1일

세계 우유의 날(World Milk Day)은 2001년 UN 식량 농업 기구에 의해 제정된 우유의 날이다. 2001년부터 매년 6월 1일을 기념하고 있다. 이 날은 유제품 부문과 관련된 활동에 관심을 가질 수 있는 기회를 제공하기 위한 것이다.

## 역사
세계 우유의 날은 2001년 FAO에서 처음으로 지정했다. 많은 국가에서 이미 6월 1일을 우유의 날로 기념하고 있었기 때문에 6월 1일을 날짜로 선택했다.
이 날은 우유에 관심을 집중하고 건강한 식단, 책임 있는 식품 생산, 생계 및 지역 사회 지원에서 유제품의 역할에 대한 인식을 높일 수 있는 기회를 제공한다. 이는 10억 명이 넘는 사람들의 생계가 유제품 부문에 의해 지원되고 있으며 전 세계적으로 60억 명이 넘는 사람들이 유제품을 소비하고 있음을 보여주는 FAO 데이터에 의해 뒷받침된다. 많은 국가들이 같은 날에 이것을 하기로 선택했다는 사실은 개별적인 국가적 축하 행사에 추가적인 중요성을 부여하고 우유가 세계적인 식품임을 보여준다.